# Агрометеорологія
Агрометеорологія — наука, що вивчає метеорологічні, кліматичні, гідрологічні умови в їх взаємодії з об'єктами і процесами сільськогосподарського виробництва. Об'єктом вивчення агрометеорології є складна система «ґрунт — рослина — повітря». Агрометеорології як наука, знаходиться на межі різних областей знань: метеорології, біології, ґрунтознавства, кліматології, фізіології рослин, географії та ін..

## Історія
Становлення агрометеорології стало можливим після того, як у метеорології стали застосовуватися інструментальні спостереження, які змогли кількісно оцінити важливіші характеристики погоди — атмосферний тиск і температуру повітря.
Французький учений Рене Антуан Реомюр вперше представив кількісну залежність між рослинністю та кліматом. Він вперше ввів показник суми температур й застосував її для вивчення темпів розвитку рослин (1734). Інший французький учений Гаспарін у своїх роботах розглядав зв'язок клімату з землеробством.
Проте на практиці систематичні спостереження за погодою та станом рослин стали проводити тільки в кінці XVIII — на початку XIX ст. А. Т. Болотов та І. М. Комов. У 1854 році Д.Реутович в книзі «Сільськогосподарська метеорологія» вперше узагальнив матеріали агрометеорологічних спостережень.
На розвиток агрометеорології також вплинули: Д. Шимкевич, С. Бак, М. Прайс і М. Молга.
Агрометеорологія, як наука, була сформована Олександром Воєйковим та Петром Броуновим. О. І. Воєйков уперше довів можливість і необхідність застосування знань про клімат у сільському господарстві. Дві глави його книги «Климаты земного шара, в особенности Росии» (1884) присвячені взаємозв'язку між кліматом і рослинністю. У 1885 році він створив перші в Російській імперії 12 агрометеорологічних станцій, розробив програму спостережень на них. П. І. Броунов уперше розробив методичні засади, програми, інструкції та форми записів результатів агрометеорологічних спостережень за впливом погоди на ріст, розвиток і продуктивність рослин. З 1890 року зайнявся створенням мережі метеорологічних станцій на Наддніпрянщині (1890—1917), які також вели спостереження за сільськогосподарськими рослинами. У 1908 році він сформулював закон про критичні періоди в розвитку рослин.
У 1913 році у Римі була утворена Комісія з агрометеорології при Всесвітній метеорологічній організації.

## Завдання
До агрометеорології ставляться такі завдання:
- вивчення закономірностей формування метеорологічних і кліматичних умов сільськогосподарського виробництва в часі та просторі;
- розробка методів кількісної оцінки впливу метеорологічних факторів на стан ґрунту;
- формування врожаю сільськогосподарських культур;
- розробка методів агрометеорологічних прогнозів;
- агрокліматичне районування, розміщення нових видів, сортів, гібридів сільськогосподарських культур;
- агрокліматичне обґрунтування заходів найповнішого та найраціональнішого використання ресурсів клімату для підвищення продуктивності рослинництва;
- агрокліматичне обґрунтування засобів меліорації земель, мікроклімату полів, упровадження індустріальних технологій в рослинництві, у тому числі диференційованого застосування агротехніки відповідно до наявних або очікуваних умов погоди;
- розробка методів боротьби з несприятливими та небезпечними для сільського господарства гідрометеорологічними явищами, у тому числі методів активного впливу на ці явища;
- дослідження закономірностей формування метеорологічних і кліматичних умов сільського господарства;
- розробка методів кількісної оцінки впливу метеорологічних факторів на розвиток та продуктивність сільськогосподарських рослин, поширення шкідників і хвороб сільськогосподарських культур;
- обґрунтування розміщення нових сортів та гібридів, обґрунтування заходів найповнішого використання ресурсів клімату для підвищення продуктивності землеробства;
- розробка заходів боротьби з несприятливими явищами погоди, методів меліорації мікроклімату полів: обґрунтування диференційного використання агротехніки відповідно до метеорологічних умов, що склалися або очікуються;
- оперативне забезпечення сільського господарства агрометеорологічною інформацією тощо[5].

## Методи
Основні методи:
- Метод паралельних (одночасних) спостережень за станом, ростом та розвитком рослин і метеорологічними умовами, у яких вирощуються об'єкти спостережень. Запропонований П. І. Броуновим. Вивчаються всесторонні кількісні та якісні зв'язки між умовами погоди та ростом, розвитком і формуванням продуктивності рослин. Визначаються критичні значення фактори для різних культур, сортів тощо. Найпоширеніший метод.
- Метод прискорених (частіших) строків сівби, при якому рослини висіваються в полі в різні строки (наприклад, через кожні 5 — 10 діб). Вивчається вплив різних метеоумов на рослину в одній місцевості.
- Метод географічних посівів, при якому в різних ґрунтово-кліматичних умовах (в різних географічних пунктах) висіваються дослідні рослини.
- Метод експериментально-польовий. За допомогою різноманітних стаціонарних та пересувних камер штучного клімату (фітотронів), теплиць тощо регулюється температура та вологість ґрунту, кількість світла, газовий склад повітря і т.ін.
- Методи математичної статистики та моделювання, за допомогою яких на основі масових матеріали спостережень отримуються різноманітні взаємозв'язки між погодними умовами та ростом і розвитком окремих культур.
- Метод теоретичного аналізу передбачає отримання в кількісній формі виявлених теоретичним шляхом закономірностей.
- Метод дистанційних вимірів з гелікоптерів, літаків, супутників[6].
- Картографічний метод — складаються мікрокліматичні карти для оцінки агрокліматичних ресурсів з метою найраціональнішого розміщення сільськогосподарських культур[7].

Агрометеорологічні методи дають найкращі результати на територіях з істотним дефіцитом природного вологозабезпечення, коли кількість опадів і температурний режим є визначають урожайності. У регіонах з високим рівнем вологозабезпечення головними обмежуючими факторами врожайності виступають збудники хвороб і шкідники.

## Агрометеорологічні спостереження
Система агрометеорологічних спостережень передбачає періодичний збір агрометеорологічних даних, обробка, аналіз, узагальнення, підготовка аналітичних матеріалів, агрометеорологічних прогнозів, забезпечення зацікавлених користувачів. Агрометеорологічне спостереження передбачає вимірювання метеорологічних величинам, гідротермічного режиму ґрунту та спостереження станом, ростом, розвитком рослин. Агрометеорологічні спостереження проводяться на ділянках, які є типовими для даної місцевості. У результаті таких спостережень встановлюються кількісні значення тепла, вологи та світла, що забезпечують нормальний ріст і розвиток рослин.
Види спостережень залежать від пори року. У теплий період року вимірюються температура орного шару ґрунту та води в рисовому чеку, опади на сільськогосподарських полях, вологість верхніх шарів ґрунту (візуальні спостереження). Робиться оцінка розвитку сільськогосподарських культур тощо. У холодний період року вимірюється температура ґрунту в зоні кореневої системи рослин; визначається глибина промерзання та відтавання ґрунту, величина вологості ґрунту, снігового покриву; оцінюється стан зимуючих рослин..

## Агрометеорологічне забезпечення
Агрометеорологічне забезпечення — регулярне надання різнобічної інформації галузям сільського господарства. з питань найповнішого й найраціональнішого використання погодних і агрометеорологічних, та агрокліматичних умов з метою:
- одержання високих та сталих урожаїв сільськогосподарських культур;
- зведення до мінімуму втрат урожаю від впливу несприятливих умов, а також під час його збирання, транспортування та зберігання.[10]

Агрометеорологічне забезпечення має насамперед встановити співвідношення між поточними та очікуваними умовами потреб сільськогосподарських культур, передбачити можливі втрати від несприятливих для сільського господарства явищ погоди. Підрозділи гідрометеорологічної служби надають інформацію про:
- гідрометеорологічні умови, наявні та очікувані, насамперед несприятливі;
- вплив гідрометеорологічних умов на стан посівів сільськогосподарських культур, садів, пасовищ і формування їх продуктивності, тобто врожаю;
- практичні рекомендації, спрямовані на оптимальне використання агрокліматичних ресурсів конкретного року (сезону, періоду) або на зменшення збитків від впливу окремих (або комплексу) несприятливих гідрометеорологічних факторів;
- агрокліматичні ресурси основних районів землеробства.[11]